# Arelio
Arelio fue un pintor romano activo en el siglo I a. C. mencionado por Plinio el Viejo.

## Vida
Arelio fue un pintor de cierta celebridad en Roma, en el tiempo algo anterior al reinado de Augusto. Por el modo en que es mencionado por Plinio, en el libro 35 de su Historia Natural, debe haber poseído una habilidad considerable. Plinio, sin embargo le reprocha su elección de los modelos:
Arelio fue muy estimado en Roma; y con justa razón. No había profanado el arte con una vergonzosa pieza de blasfemia. Siempre estuvo enamorado de una mujer u otra, y era su práctica pintar diosas para darles los rasgos de sus amantes. Siempre había algunas figuras de prostitutas en sus cuadros. 
 Sin embargo, nunca pensó en hacer el mismo reproche contra algunos de los más grandes pintores de Grecia, que constantemente siguieron la misma práctica.
En efecto, Arelio adornó con sus producciones la mayor parte de los templos de Roma, pero reprodujo los atributos de muchas de sus amantes cortesanas bajo los atributos de Juno y Minerva. Sabedor de ello el Senado, mandó quitar de los templos los cuadros de Arelio.